# Hansol Korea Open 2009
Hansol Korea Open 2009 — жіночий тенісний турнір, що проходив на відкритих кортах із твердим покриттям. Відбувся вшосте known that year as the Hansol Korea Open. Належав до турнірів WTA International в рамках Туру WTA 2009. Відбувся Seoul Olympic Park Tennis Center in Сеул, South Korea, з 21 вересня до 27 вересня 2009 року.

## Учасниці

### Сіяні пари
| Країна     | Гравчиня                | Рейтинг1 | Сіяна |
| ---------- | ----------------------- | -------- | ----- |
| Словаччина | Даніела Гантухова       | 21       | 1     |
| Іспанія    | Анабель Медіна Гаррігес | 23       | 2     |
| Італія     | Франческа Ск'явоне      | 24       | 3     |
| Румунія    | Сорана Кирстя           | 29       | 4     |
| Росія      | Аліса Клейбанова        | 31       | 5     |
| Росія      | Анастасія Павлюченкова  | 41       | 6     |
| Росія      | Віра Душевіна           | 46       | 7     |
| Австрія    | Сібіль Баммер           | 47       | 8     |

- 1 Seeds are based on the rankings of 14 вересня 2009

### Інші учасниці
Нижче подано учасниць, що отримали вайлд-кард на вихід в основну сітку
- Yoo Mi
- Kim So-Jung
- Lee Ye-Ra

Нижче наведено гравчинь, які пробились в основну сітку через стадію кваліфікації:
- Сема Юріка
- Chang Kai-Chen
- Софі Фергюсон
- Намігата Дзюнрі

## Фінальна частина

### Одиночний розряд
Кіміко Дате —  Анабель Медіна Гаррігес, 6–3, 6–3
- Date-Krumm, one day short of her 39th birthday, became the second-oldest player in the Open era to win a singles title on the WTA Tour, after Біллі Джин Кінг, who won the Edgbaston Cup at Бірмінгем in 1983 aged 39 and seven months.
- Це був її перший титул після 13-річного перериву, і 8-й — за кар'єру.

### Парний розряд
Чжань Юнжань /  Абігейл Спірс —  Карлі Галліксон /  Ніколь Кріз, 6–3, 6–4